# Mulukukú
Mulukukú es un municipio de la Región Autónoma de la Costa Caribe Norte en la República de Nicaragua creado el 20 de octubre de 2004 por decreto legislativo de la Asamblea Nacional de Nicaragua.

## Geografía
Limita al norte con el municipio de Siuna, al sur con el municipio de Paiwas, al este con los municipios de Prinzapolka y La Cruz de Río Grande, al oeste con los municipios de Río Blanco  y Waslala.
Ubicado a 245 kilómetros de la ciudad de Managua, la capital de la República, es el número 153 del territorio nacional.

### Hidrología
Los principales sistemas hidrográficos de Mulukukú son las cuencas de dos ríos principales que vierten sus aguas en el Mar Caribe, la cuenca del río Tuma, que a su vez es el río Grande de Matagalpa y a la que desembocan los principales ríos del municipio como son: Iyas, Lisawé, Wilike, Kangrina y otros arroyos de menor importancia, afluentes del río Prinzapolka que sirve de límite natural con el municipio homónimo.

### Relieve
Ubicado entre las últimas estribaciones de la región central de Nicaragua y las zonas bajas de la llanura Caribe, Mulukukú se caracteriza por poseer un territorio en su mayor parte ondulado, el sistema montañoso más importante es el cerro Paraska (920 m s. n. m.) en los límites con Waslala, el cerro Peñas Blancas en la parte noreste del territorio y otras pequeñas elevaciones de origen volcánico como Tumacalín, La Zopilota, Sarawás, entre otros.

## Historia
Originalmente el caserío de Mulukukú estaba ubicado un poco más al noroeste de donde se halla actualmente, cerca del salto de Mulukukú río arriba, el nombre de esta caída de agua se dice que se debía a un antiguo habitante de origen mayagna que llevaba ese nombre o sobrenombre. 
Cabe señalar que es tema de discusión el origen del vocablo "Mulukukú", algunos creen que en idioma mayagna (al que deben su nombre la mayoría de las comunidades en la zona) significa "ribera de zahinos", otros piensan que es un vocablo de origen africano. 
Posterior a una crecida del río Tuma ocurrida a finales de los años sesenta, el pequeño caserío se movió aguas abajo donde hoy se halla el lado Oeste de la cabecera municipal. 
Con el inicio de la guerra entre el gobierno sandinista y La Contra, se decidió instalar en Mulukukú en 1983 una base de entrenamiento militar, debido a su ubicación estratégica y alrededor de esta se creó un asentamiento de desplazados de guerra, compuesto en su mayoría por campesinos que hallaban en Mulukukú un lugar más seguro para vivir debido a la presencia de la base militar.
Entre 1983 y 1985 se abrió la Carretera a Río Blanco - Siuna, lo que permitió que muchas más personas inmigraran a Mulukukú. En octubre de 1988, el huracán Juana literalmente eliminó el poblado con la llena del río Tuma y la apertura del lago Apanás, afortunadamente sin víctimas fatales, gracias a la pronta evacuación de la población, obligando su posterior traslado al lado este del río en donde el propietario de las tierras ahí cedió al gobierno municipal parte de su finca para reconstruir el poblado, este terreno ofrecía mejores condiciones de habitabilidad gracias a su elevación, a la hora de futuras inundaciones. 
Con el fin de la guerra civil en 1990, Mulukukú creció, aumentó su población y otra vez se halla a ambos lados del río Tuma.
Mulukukú anteriormente formaba parte de los municipios de Paiwas y Siuna, pero en 2004 se convirtió en municipio independiente.

## Demografía
Mulukukú tiene una población actual de 77,690 habitantes. De la población total, el 50.4% son hombres y el 49.6% son mujeres. Casi el 24.6% de la población vive en la zona urbana.

## Localidades

### Comunidades
Aparte de las zonas urbanas, Mulukukú se compone de varias comunidades rurales, territorios en su mayoría ocupados por fincas de pequeños, medianos, y grandes productores y ganaderos. Baká, Bilwas, El Castillo, Irlán, Kepí, Kurrín, Kuikinita, Los Valdés, Lukú, Sislao, San Vicente, Suba, Okal, Umbla y Yukumalí; son sólo algunas de las comunidades que componen el municipio.
Sus principales poblaciones son, en orden de tamaño: Mulukukú siendo este la cabecera municipal, Santa Rita, Wilikón, Unikwás, Lisawé, La Bodega, Sarawás, todas estas a lo largo de la carretera que comunica al municipio con el resto de la región y con el país. 
También, otras poblaciones son Pueblo Nuevo, junto al cerro de Paraska, Wiwas, Awas, Liberia, Kuikuinita, Monte Oré, El Corozo Puyuz, Carmen Puyuz, San Carlos, Peñas Blancas, Umbla Bijawe, Umbla la Roca, Cabecera de Umbla, San Pedro Samaria, Arlen Siu, Kaskon, Kuikuina Grande y San Miguel, Monte Cristo y Bocana de Wiwa, entre otras.

## Economía
La principal actividad económica del municipio es la ganadería extensiva, debido a las características de la zona, y a la cultura de la población actual del territorio, Mulukukú exporta al resto del país y al extranjero; leche, en forma de queso, a El Salvador y en cisternas hacia Managua para su posterior pasteurización, el comercio de bienes y servicios es otra actividad de mucha importancia, y la agricultura, aunque ésta ha sido desplazada debido a la ganadería, causando que los precios de los granos básicos se eleven y que pequeños productores emigren hacia otras zonas de la región.